# Ernst von Einem (Amtshauptmann)
Ernst Hans Victor von Einem (* 6. Dezember 1823 in Hannover; † 29. Dezember 1872 in Sulingen) war ein deutscher Verwaltungsjurist.

## Leben
Ernst war das fünfte von fünfzehn Kindern des hannoverschen Oberstleutnants und Stadtkommandanten von Lüneburg Gottfried von Einem (1783–1850) und dessen erster Ehefrau Wilhelmine, geborene von Alten aus dem Hause Wilkenburg (1792–1824).
Einem studierte ab 1844 Rechtswissenschaften an der Universität Göttingen und wurde 1845 dort Mitglied des Corps Hannovera Göttingen. Nach dem Studium trat er in den Verwaltungsdienst des Königreichs Hannover ein und war zuletzt nach der Annexion Hannovers 1866 preußischer Amtshauptmann im Amt Sulingen.
1862 heiratete er Charlotte Götting (1837–1874) und hatte mit ihr die Töchter Irmgard (*/† 1863) und Julie (* 1869) sowie den Sohn Ernst (* 1873).